# Handschrift 96
Handschrift 96 is een manuscript uit de 15e eeuw met de Explanationis in Isaiam liber XI-XVIII door Hiëronymus van Stridon. Het op perkament geschreven handschrift bevat acht (11-18) hoofdstukken uit het boek Jesaja, een van de heilige werken van het jodendom en onderdeel van het oude testament. Het manuscript is gekopieerd door Henricus Symonis van Delft (te concluderen uit de colofon, folio 161r), nabij Utrecht in het kartuizersklooster Nieuwlicht.
Tegenwoordig bevindt HS. 96 zich in de universiteitsbibliotheek in Utrecht en is het te citeren als: Universiteitsbibliotheek Utrecht Hs. 96 (4 B 4).

## Omschrijving

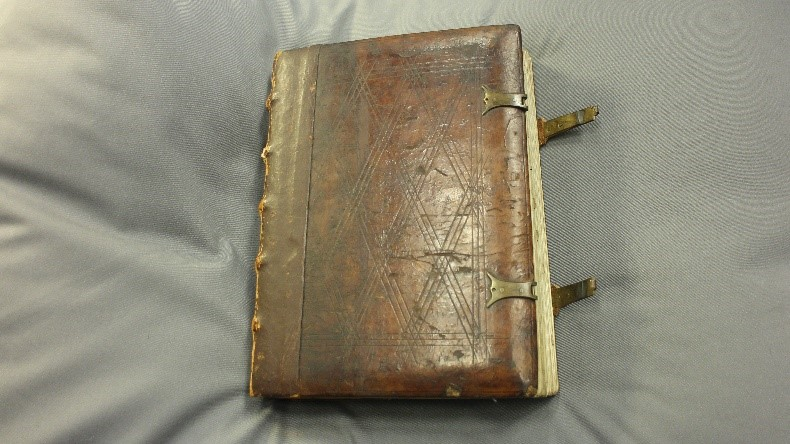
De kalfsleren boekband

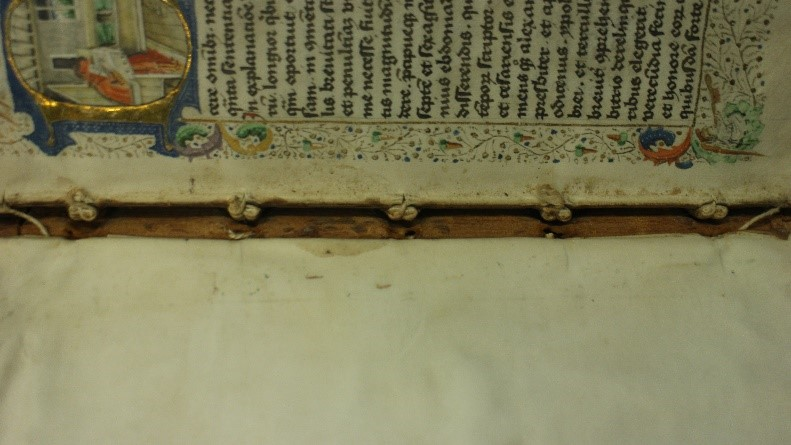
Folio 1r. De gesleten binding en blootgestelde katernstructuur

Het manuscript heeft een boekband, getrokken over twee houten borden, van bruin kalfsleer met ruiten gevormd door tripellijnen en bezit twee metalen klampsluitingen. Aan de buitenrand zijn acht klavieren te zien, een soortbladwijzers voor ieder hoofdstuk. Het handschrift bevat twintig katernen, van vier bifolia (acht folia per katern). Met de colofon op een laatste apart toegevoegd folio, telt het manuscript dus 161 folia. Met het openen van het boek is schade direct zichtbaar: de rug is van de binding gesleten, waardoor de koorden- en katernstructuur onder de ribben duidelijk te zien is. Andere schade is te ontdekken in de folia, enkele gaten zijn in het perkament ontstaan (waarschijnlijk tijdens het rekproces van het kalverenvel, bijvoorbeeld: folio 63) en soms omcirkeld met pen om te zorgen dat er niet doorheen wordt gelezen.

### Schrift en decoratie

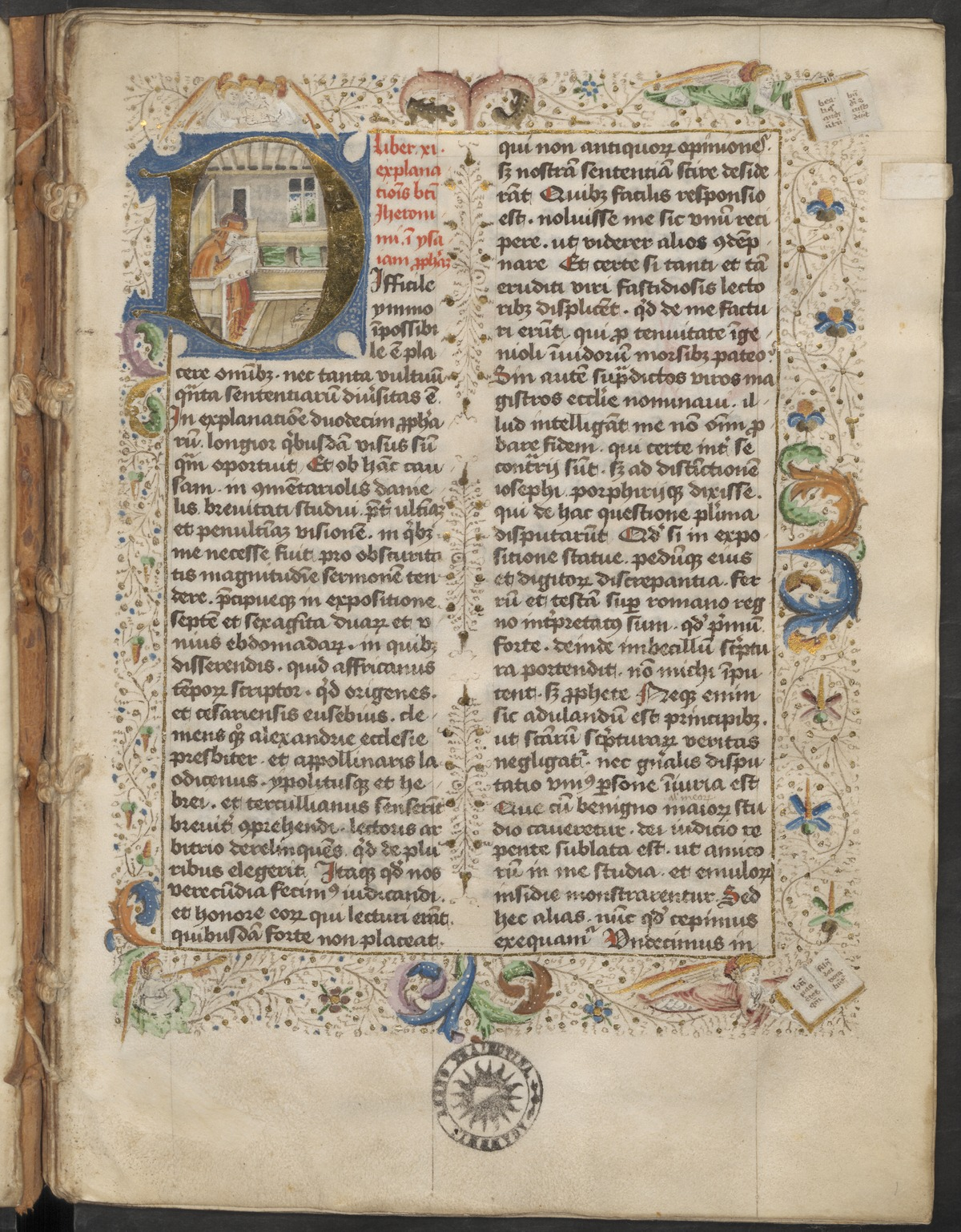
Folio 1r. De eerste pagina met initiaal in bladgoud en illustratie van kerkvader Hiëronymus

Het handschrift is geschreven in twee kolommen van 36 regels en op vele folia is nog duidelijk de prikking en liniëring te zien. De tekst is in het Latijn en is geschreven in de gotische littera hybrida. Dit is een van de vele hybride vormen van het gotisch schrift. Het handschrift is door één kopiist geschreven en bevat uitgebreid penwerk en rubricatie. Dat Hs. 96 een luxere uitgave is, is met name te zien aan de initialen in bladgoud. Deze staan aan het begin van ieder hoofdstuk, omgeven door randversieringen en -decoratie in vele verschillende kleuren. Een gehistorieerd initiaalillustratie staat op folio 1r en verbeeldt Hiëronymus achter zijn lessenaar, te herkennen aan zijn kardinaalskleding en de tamme leeuw. Tussen de acht hoofdstukken bevinden zich enkele nevenhoofdstukken aangeduid met kleinere minder luxueuze initialen. Vele initialen vertonen ofwel penwerk in standaard blauwe en rode inkt, simpele verluchtingen van mens en dier of kleurrijke randdecoratie van takken, (acanthus)bladeren en bloemen.

### Aantekeningen
Meerdere malen zijn aan de rand van de tekst en pagina verschillende soorten aantekeningen te vinden. De vluchtige krabbels die regelmatig rechtsonder de pagina staan zijn wachtletters, woorden die aan een binder duidelijk maakte met welke woorden het begin van het volgende katern begint. De aantekeningen onderaan pagina’s van nieuwe hoofdstukken zijn doorgaans aanwijzingen voor de rubricator, de aantekening is direct te koppelen aan de rode rubricatie. Wachtletters en rubricatie-aanwijzingen hadden eigenlijk na het kopiëren van de pagina afgesneden moeten worden, vandaar dat deze aantekeningen toe te wijden zijn aan de kopiist. De derde soort aantekeningen kunnen wellicht pas na het schrijven van de tekst zijn toegevoegd. Dit zijn verwijzingen naast en in de tekst, die de lezer erop wijzen dat er sprake is van een alternatieve lezing (geschreven als: al. voor aliter) of correctie (folia: 33v, 50v, 64v, 86r, 122v, 143r). Eenmaal is zelfs een alternatieve lezing in de tekst verwerkt met behulp van een tekstballon (143r).

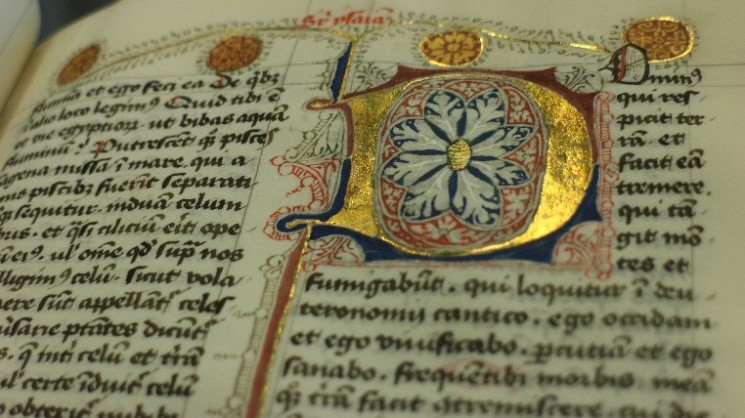
Folio 54r. Het begin van hoofdstuk veertien, aangegeven met een initiaal in bladgoud, omgeven door penwerk

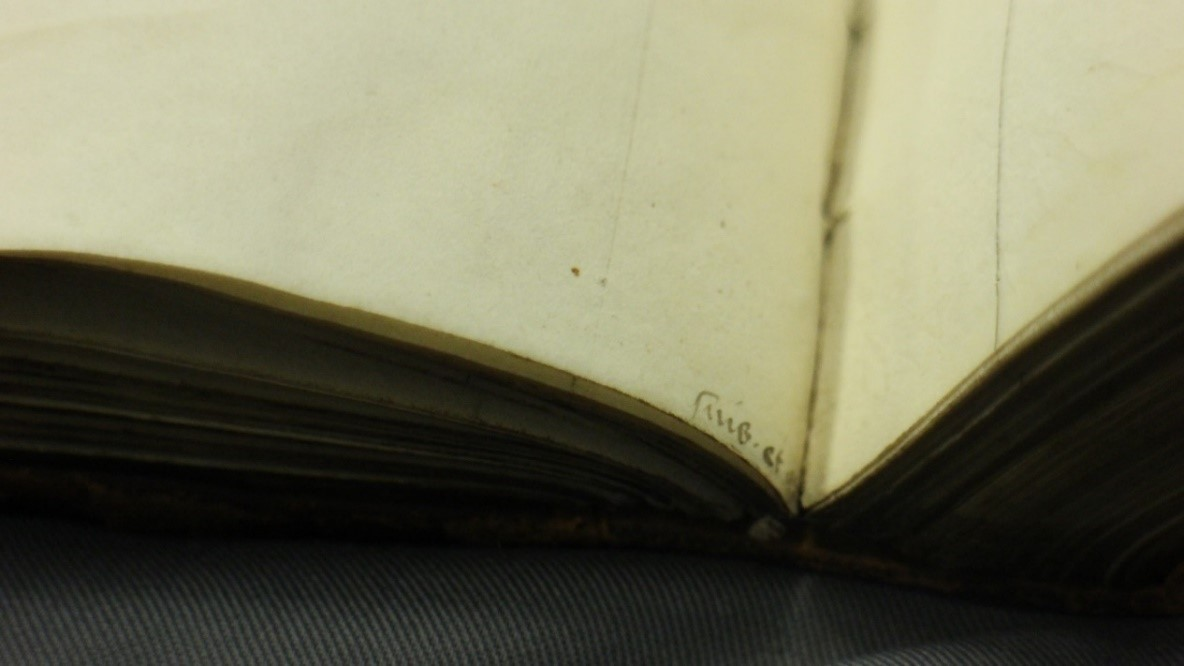
Folio 48v. De wachtletter aan het eind van een katern, dezelfde twee woorden staan als eerste op het volgende katern

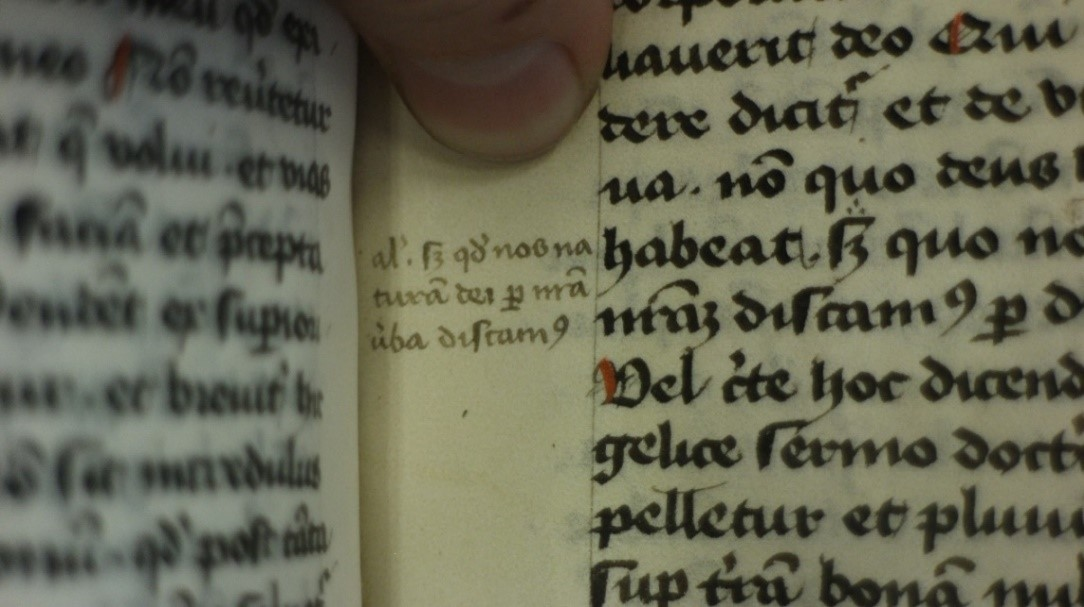
Folio 86r. Een aantekening voor een alternatieve lezing

## Geschiedenis en context
Het kartuizerklooster Nieuwlicht in Utrecht hoorde bij de kartuizerorde, een kleine groep monniken die zich gedurende de late middeleeuwen onderwierpen aan een zeer veeleisende gedisciplineerde levensstijl. Daarbij hoorde ook dagenlang kopieerwerk om met name eigen kloosterbibliotheek van waardevolle werken te voorzien. Deze versie van Explanationis in Isaiam was volgens Koert van der Horst vervaardigd én verlucht in ditzelfde klooster. Met enkele andere manuscriptillustraties en dit handschrift als bewijs beweert hij dat het klooster Nieuwlicht een eigen atelier moet hebben gehad. Het klooster kon zo tegelijk schrijven en illumineren. Wel merkt van der Horst op dat, alhoewel de illustraties en randversieringen in luxe hoeveelheden voorkomen in Hs. 96, deze niet van enorm hoge kwaliteit of vakmanschap zijn.

## Inhoud
De hoofdstukken 11-18 in dit handschrift maken deel uit van het eerste deel van het boek Jesaja en bevat met name profetieën met betrekking tot de profeet Jesaja. Deze bijbelvertelling vindt plaats in het koninkrijk Juda tussen 750 en 700 voor Christus. Gedurende deze periode was Juda verwikkeld in een conflict met Assyrië. Het boek Jesaja kondigt dan ook de geboorte van een redder aan, in het Nieuwe Testament: de Messias Jezus. Zo zou een groot deel van het boek Jesaja voorspellend van aard zijn maar de tekst is Hieronymus' uitleg van Jesaja.
Het werk van een van de belangrijkste kerkvaders, Hiëronymus, moet een grote aanwinst zijn geweest voor de bibliotheek van het klooster. Het andere deel van het boek Jesaja met de eerste tien hoofdstukken is echter verloren geraakt.